# Ruta Provincial 155 (San Juan)
La Ruta Provincial 155 es una carretera argentina, que se encuentra en el centro sur de la Provincia de San Juan. Cuyo recorrido es de 36 kilómetros, teniendo como extremos la Ruta Provincial 64 y la Ruta Provincial 270. Tiene la particularidad de atravesar la zona sur del aglomerado urbano del Gran San Juan.
Esta ruta circula de este a oeste en forma general, sin embargo presenta tramos donde lo hace de noroeste a sureste. La misma actúa como límite administrativo entre los departamentos Rawson y Pocito donde recibe el nombre de "calle Agustín Gómez", o popularmente conocida como "calle 5(cinco)".
Conecta la importante localidad comercial de Villa Krause, con las localidades agrícolas de la zona este del Valle del Tulúm, como 9 de julio, donde la misma es una calle diagonal, y Santa Rosa, donde dicha ruta tiene empalme con la ruta 270, a aproximadamente un kilómetro de distancia.
A lo largo de su recorrido se observa un paisaje completamente cultivado, con plantaciones de vides y olivos principalmente y urbano con una importante densidad de población, donde logra atravesar la zona sur del Gran San Juan. 
En zonas se encuentra frondosamente arbolada por eucaliptus y otras especies arbóreas, que son irrigados mediante una red de canales, cuyo uso principal es agrícola, debido a las escasas precipitaciones que presenta dicha región.

## Recorrido
Departamento Rawson
- Villa Krause km 5

Departamento Pocito
- Villa Nacusi km 6

Departamrnto 9 de Julio
- 9 de julio km 25

Departamento 25 de Mayo
- No hay poblaciones sobre la ruta

Ruta Provincial 215 (San Juan)
- Datos: Q5680088